# Église Notre-Dame-du-Signe
L'église Notre-Dame-du-Signe (en russe : Знаменская церковь) est le premier édifice construit en pierres de Tsarskoïe Selo (Pouchkine), ville faisant partie aujourd'hui de l'agglomération de Saint-Pétersbourg. Cette petite église orthodoxe de style baroque avec des prémices de néoclassicisme a été bâtie en 1734-1747 et restaurée en 1962. Elle a été fermée au culte entre 1943 et 1991.

## Historique

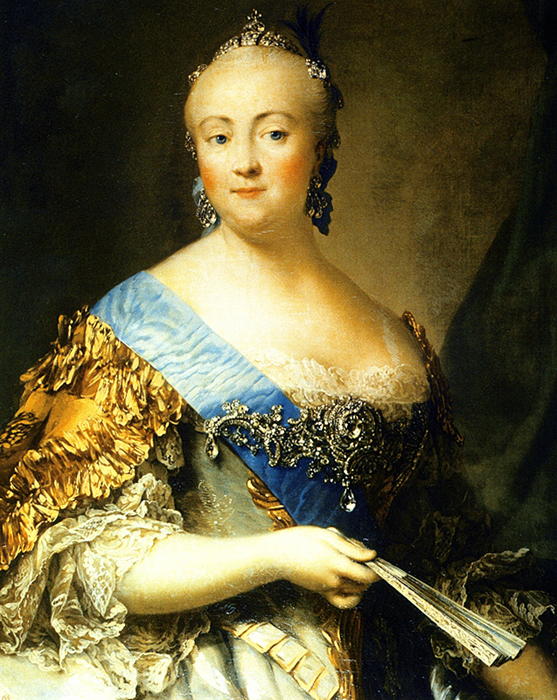
Portrait d'Élisabeth Ire.

Il y avait déjà en 1715 plus de deux cents foyers dans ce qui était à l'époque une petite bourgade. Les offices étaient célébrés depuis quelques années dans une dépendance en bois du palais que l'on commençait à construire. Elle devient vite insuffisante et l'on en construit une en bois qui est consacrée à l'automne 1716, en présence de la famille impériale. On en construit encore une autre consacrée à l'Annonciation qui est terminée en 1723, la population grandissant au fur et à mesure de l'avancée des travaux du palais. L'église brûle en 1728, et il est décidé de la remplacer. L'impératrice Élisabeth signe le décret en 1734 de reconstruction et l'on fait appel à l'architecte Johann Friedrich Blank (1708-1745) auquel se joint Mikhaïl Zemtsov (1688-1743). La première pierre est bénite le 6 (17) juillet 1736 et, en 1742, l'église peut déjà accueillir les fidèles des environs. Elle n'est toutefois terminée qu'en 1747. Au mois de mai de cette année une procession solennelle, à l'issue de fêtes qui durent trois jours, transporte à l'église une icône de Notre-Dame-du-Signe, en présence de l'impératrice. Le 8 (19) septembre 1758, alors qu'Élisabeth assiste à une liturgie à l'église, elle se sent mal et s'évanouit. Son mauvais état de santé qui avait été caché au peuple devient connu de tous, comme le note la future Grande Catherine dans ses notes personnelles, après avoir assisté à l'événement.
Catherine II fait construire plus tard en 1778 un balcon soutenu par des colonnes de marbre et une grille de fer avec son chiffre. Elle assistait tous les 9 (21) mai à un office ici, lorsqu'elle prenait ses quartiers d'été à Tsarskoïe Selo et se tenait sur le balcon. Un clocher est de bois construit en 1789, reconstruit en 1817 par Luigi Rusca. L'église servait de chapelle du palais, puis en 1805, elle devient église paroissiale et en 1840, église militaire rattachée au lycée de Tsarskoïe Selo. Elle redevient église paroissiale en 1842 et église du palais en 1845, filiale de l'église de la Résurrection du palais. Les liturgies étaient célébrées toute l'année à l'exclusion du Jeudi Saint au jour de Pâques.
L'église supérieure au premier étage est fermée en 1865 et son iconostase transportée à Pavlovsk à l'église Saint-Nicolas. Des changements (portail, forme du clocher, des coupoles, etc.) ont lieu. L'église est entièrement réaménagée en 1899 par Silvio Danini. Elle est agrandie en partie et son entrée élargie, tandis que l'intérieur est décoré de faux marbre et électrifié. 

### 1918-1991

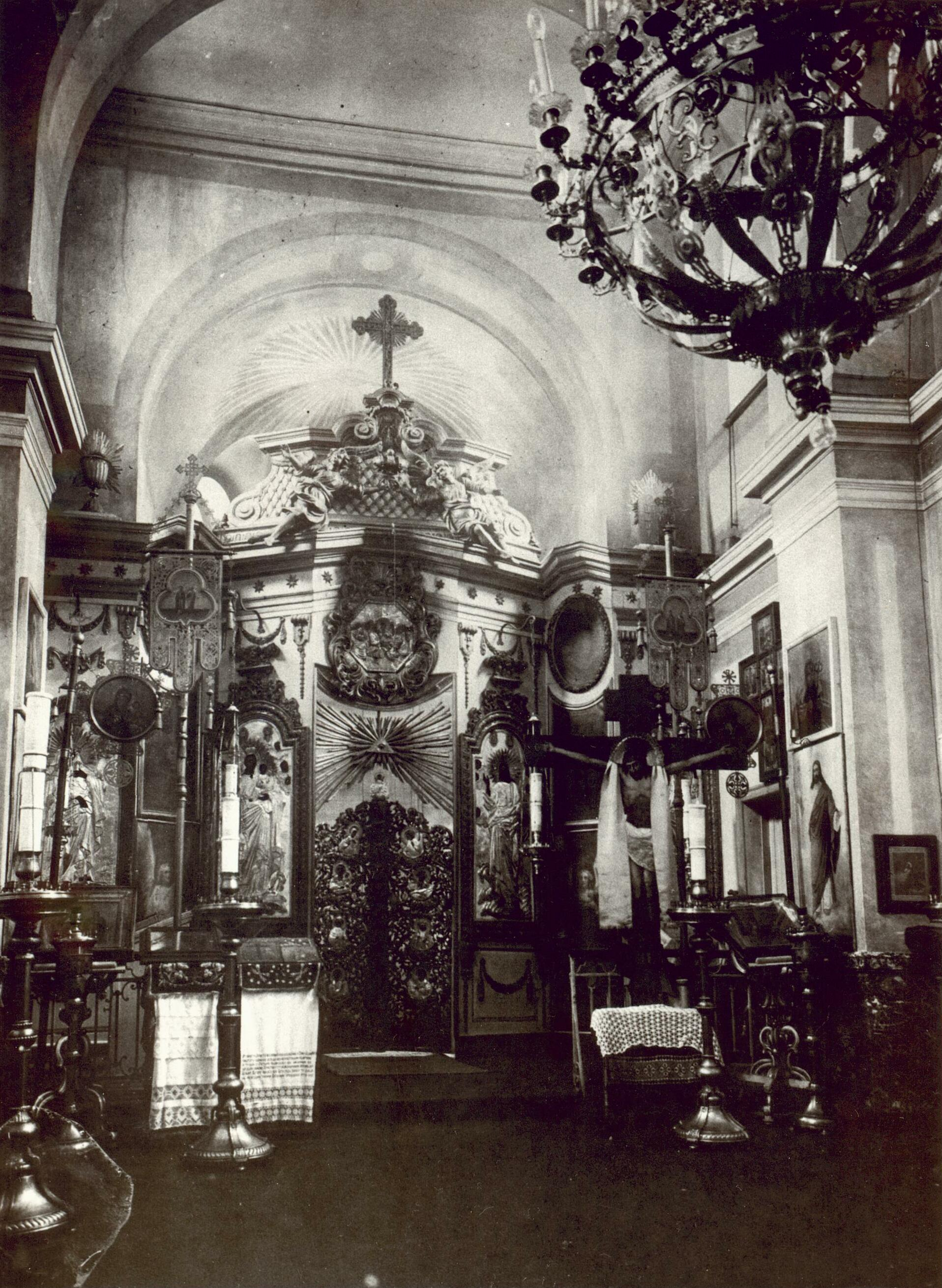
Vue de l'intérieur tel qu'il était encore en 1938.

L'église perd une partie de son mobilier liturgique après la Révolution d'Octobre, mais elle ne ferme pas. C'est la seule de la ville à être encore ouverte au culte au début de la Grande Guerre patriotique (1941-1945). Lorsque les Allemands occupent la ville le 17 septembre 1941, la chorale de l'église est déportée quelques semaines plus tard et l'église ferme. Lorsque l'armée allemande quitte la ville en 1943, des soldats allemands emportent avec eux l'icône de Notre-Dame-du-Signe. Elle est finalement rendue au métropolite de Léningrad qui la remet au grand séminaire de la ville.
L'église sert d'entrepôt de livres des fonds des musées de la ville en 1946. Elle est entièrement restaurée à l'extérieur en 1960-1962, en l'état dans lequel elle se trouvait au XVIIIe siècle.

### Après 1991
L'église a été rendue au culte en 1991. Sa première liturgie a été célébrée le 10 décembre 1991. De grands travaux de restauration ont commencé en 1995.
Une icône de saint Séraphin de Sarov donnée à l'église par Nicolas II s'y trouve toujours.

## Architecture

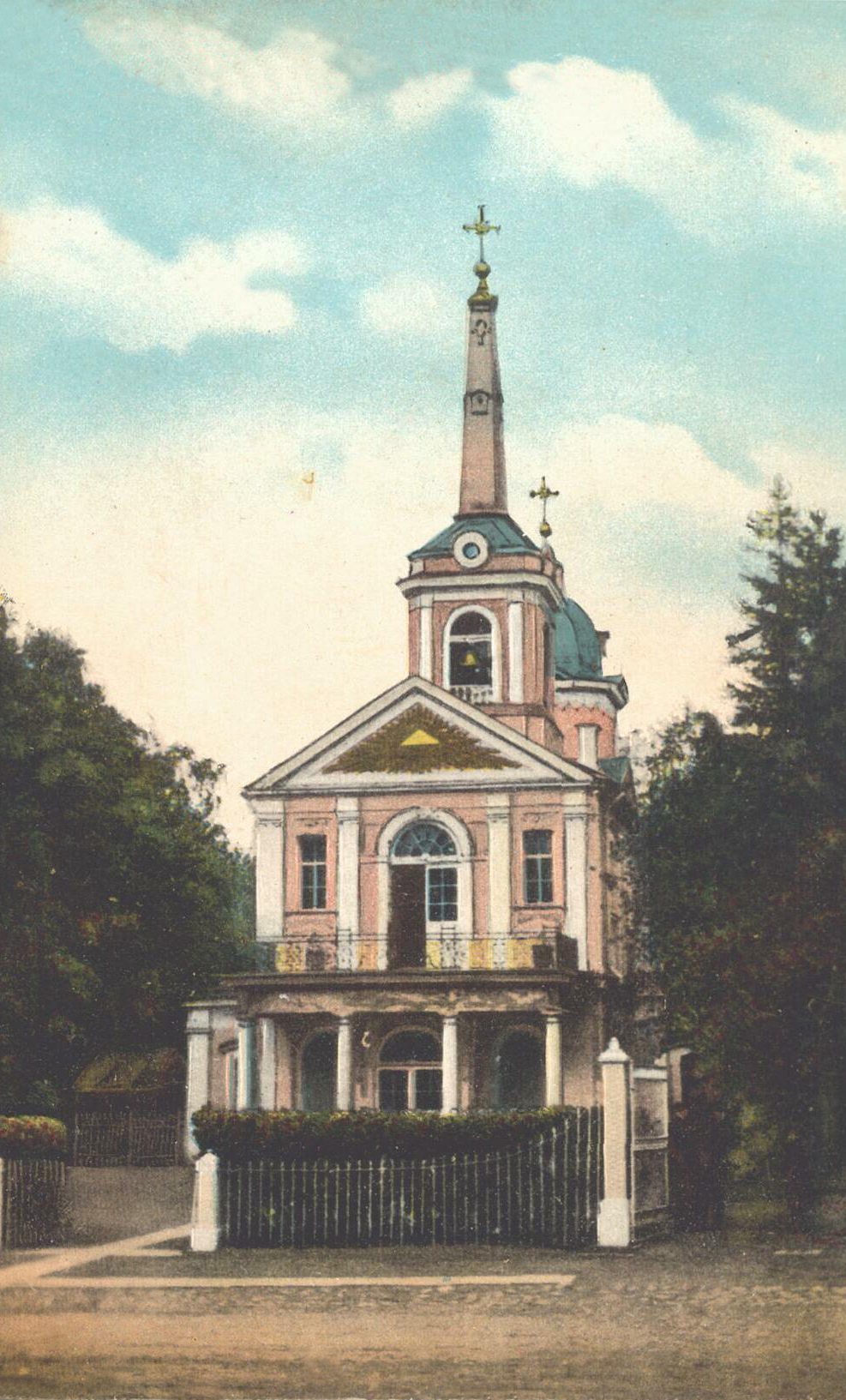
L'église vers 1900.

L'église à trois nefs est un exemple de baroque pétrovien avec une coupole et un plan basilical. Les murs extérieurs sont en ocre jaune et les pilastres en blanc. L'intérieur est de couleur turquoise. Il y a trois entrées, l'entrée principale à l'ouest et l'une au sud et l'autre au nord.
L'iconostase d'aujourd'hui est une copie de l'ancienne, avec des portes dorées.

## Source
- (ru) Cet article est partiellement ou en totalité issu de l’article de Wikipédia en russe intitulé « Знаменская церковь (Пушкин) » (voir la liste des auteurs).